# Animafilm
Animafilm este un studio românesc de realizare a desenelor animate, înființat în anul 1964 în urma obținerii a numeroase premii de către Ion Popescu-Gopo la festivalurile internaționale. 
După căderea regimului comunist în 1989, instituția a fost reorganizată sub forma unei societăți pe acțiuni prin Hotărârea Guvernului României nr. 53/1991 privind înființarea de regii autonome și societăți comerciale în domeniul cinematografiei, iar la sfârșitul lunii octombrie 2006 Animafilm S.A. a fost transferată către AVAS pentru a fi privatizată.
În prezent, statul este acționar majoritar și deține 70% din acțiunile companiei, care se află în subordinea Ministerului Culturii.

## Istoric

### Perioada 1964–1989
Studioul Animafilm a fost creat în anul 1964 din echipa de animație a Studioului Cinematografic București, iar cel mai renumit artist și animator care a lucrat în cadrul lui a fost cineastul Ion Popescu-Gopo. În perioada 1964–1989 au fost produse aici în jur de 1260 de desene animate, dintre care 7 lungmetraje și 15 seriale. Unele producții ale studioului Animafilm au fost vândute în străinătate, aducând circa 40% din veniturile în valută obținute de Republica Socialistă România din exportul de filme.
Studioul a fost condus de directorii Marin Pârâianu (1964–1971), Lucia Olteanu (1971–1983), George Anania (1983–1987) - interimar și Mihaela Vârtopeanu (1987–1989).

### Perioada de după 1990
Animafilm, care era inițial un studio de stat, a fost reorganizat după căderea regimului comunist în 1989 într-o societate pe acțiuni, cu capital de stat. Deteriorarea situației economice și subfinanțarea culturii au avut efecte dramatice asupra vechiului studio de film. Astfel, au fost realizate aici până în 2001 doar 15 filme de animație, dintre care două au fost creații proprii. Studioul primea doar comenzi de la diverse firme sau fundații care voiau să transmită mesaje educative prin imagine.
Ca urmare, Animafilm S.A. mai avea doar zece angajați în anul 2004, iar singura producție din acel an a fost un scurtmetraj educativ intitulat Un alt fel de Love Story, realizat în urma unei comenzi primite de la Direcția de Sănătate Publică București, fără nicio contribuție de la bugetul statului. Compania a avut în acel an un profit de 248 de milioane de lei.
În decembrie 2009 Animafilm a realizat, în colaborare cu o firmă privată, filmul documentar Gopo – un nume de legendă regizat de Manuela Hodor. Acest film a fost prezentat o singură dată la Cinemateca Eforie.
Studioul a fost condus în perioada postcomunistă de Manuela Hodor (1992–2022) și apoi de Elisa Covaliu (din 2022).

## Producții (selecție)
- Omulețul (1964). Regia: Ion Popescu Gopo
- Robinson Crusoe (1974) – regia: Victor Antonescu
- Misiunea spațială Delta (serial, 1980–1983) – regia: Victor Antonescu
- Misiunea spațială Delta (1984) – regia: Mircea Toia și Călin Cazan
- Uimitoarele aventuri ale muschetarilor (1988) – regia: Victor Antonescu
- Temerarii de la scara doi (1988) – regia: Zaharia Buzea, Marian Mihail, Anamaria Buzea și Artin Badea
- Novăceștii (1988) – regia: Constantin Păun
- Fiul stelelor (1988) – regia: Mircea Toia
- Călătoriile lui Pin-Pin (1990) - regia: Luminița Cazacu